# 奥古斯特·施莱谢尔
奥古斯特·施莱谢尔（德語：August Schleicher，1821年2月19日—1868年12月6日）是一名德国语言学家，出生在德国迈宁根(法兰克福和魏玛连线的正中间)。
施莱谢尔是自然主义语言学派的创立者，他重视语言的规律性和客观性，但把语言看成是一个有机体，认为语言也和有机体一样有生长、成熟和衰老期，认为生物学的术语都可以用于语言研究上，如：基因、属、种等。把语言学看成是自然科学，以生物学原则研究语言的发展和分类。他宣称在还没有读过达尔文的名著“物种起源”以前，自己就已经发现了语言的遗传和自然竞争现象。他发明了一种按照植物分类法则对语言的谱系分类方式，并按照生物进化树的方式排列各种语言。他是第一位提出“语言进化”观念的人。他以这种方法推搠古印欧语对历史比较语言学有一定的贡献。是语言谱系树理论的提出者。按新的语法概念来重新审视世界语言并做出的分类：孤立语、粘着语、屈折语。
他的主要著作有：《以系统的观点看欧洲语言》（Die Sprachen Europas in systematischer Übersicht），《达尔文学说和语言学》等。

## 外部連結
- Winfred P. Lehmann, A Reader in Nineteenth Century Historical Indo-European Linguistics, Chapter 8: August Schleicher (University of Texas).
- Robert J. Richards, The Linguistic Creation of Man: Charles Darwin, August Schleicher, Ernst Haeckel, and the Missing Link in Nineteenth-Century Evolutionary Theory （页面存档备份，存于）.
- Geoffrey Sampson, Say something in Proto-Indo-European.
- Asiff Hussein, Sinhala, 6,000 years ago （页面存档备份，存于）.
- .  (第11版). London. 1911.
- . . 1920.
- Johannes Schmidt, ,  31, Leipzig: Duncker & Humblot: 402–416, 1890
- 奥古斯特·施莱谢尔（德国国家图书馆目录相关文献）